# Monaster Zaśnięcia Matki Bożej w Batoszewie
Monaster Zaśnięcia Matki Bożej – prawosławny męski klasztor w Batoszewie, w jurysdykcji metropolii wielkotyrnowskiej Bułgarskiego Kościoła Prawosławnego.
Monaster został wzniesiony przez cara bułgarskiego Michała I Asena. Działał bez problemów do najazdu tureckiego na ziemie bułgarskie u schyłku XIV w., gdy został całkowicie zniszczony. W 1809 w ruinach porzuconego klasztoru osiedlił się mnich Izajasz, który w ciągu kolejnych lat zebrał fundusze na jego odbudowę. Przeprowadzona zbiórka w 1836 pozwoliła na odbudowę cerkwi monasterskiej, a następnie także budynków mieszkalnych.
Monaster Zaśnięcia Matki Bożej w Batoszewie był jednym z najważniejszych ośrodków bułgarskiego szkolnictwa i odrodzenia narodowego Bułgarów w XIX w. Przy wspólnocie istniała szkoła, mnisi angażowali się w ruch narodowy, brali udział w przygotowaniach do powstania kwietniowego, a następnie udzielali schronienia jego lokalnym przywódcom. W czasie tłumienia powstania przez władze tureckie klasztor został podpalony, jednak opady deszczu uchroniły go przed całkowitym zniszczeniem.
Budynek cerkwi monasterskiej wzniesiony został na planie trójkonchowym, z bloków kamiennych. Fasadę świątyni zdobią rzędy nisz oraz kamienne płaskorzeźby z motywami zwierząt i archaniołów. Z powodu braku funduszy nie wykonano dekoracji malarskiej w całej świątyni, a jedynie na zewnętrznych ścianach cerkwi, w portyku przed wejściem do budynku. Wśród wykonanych w 1869 malowideł wyróżniają się wyobrażenia Sądu Ostatecznego i Apokalipsy. Starszy od fresków jest ikonostas, wykonany w 1849 przez mistrza Nikołę Matejewa i jego syna Jonka. Inne ikony w świątyni powstały w pracowni w Triawnie.